# Categorische imperatief

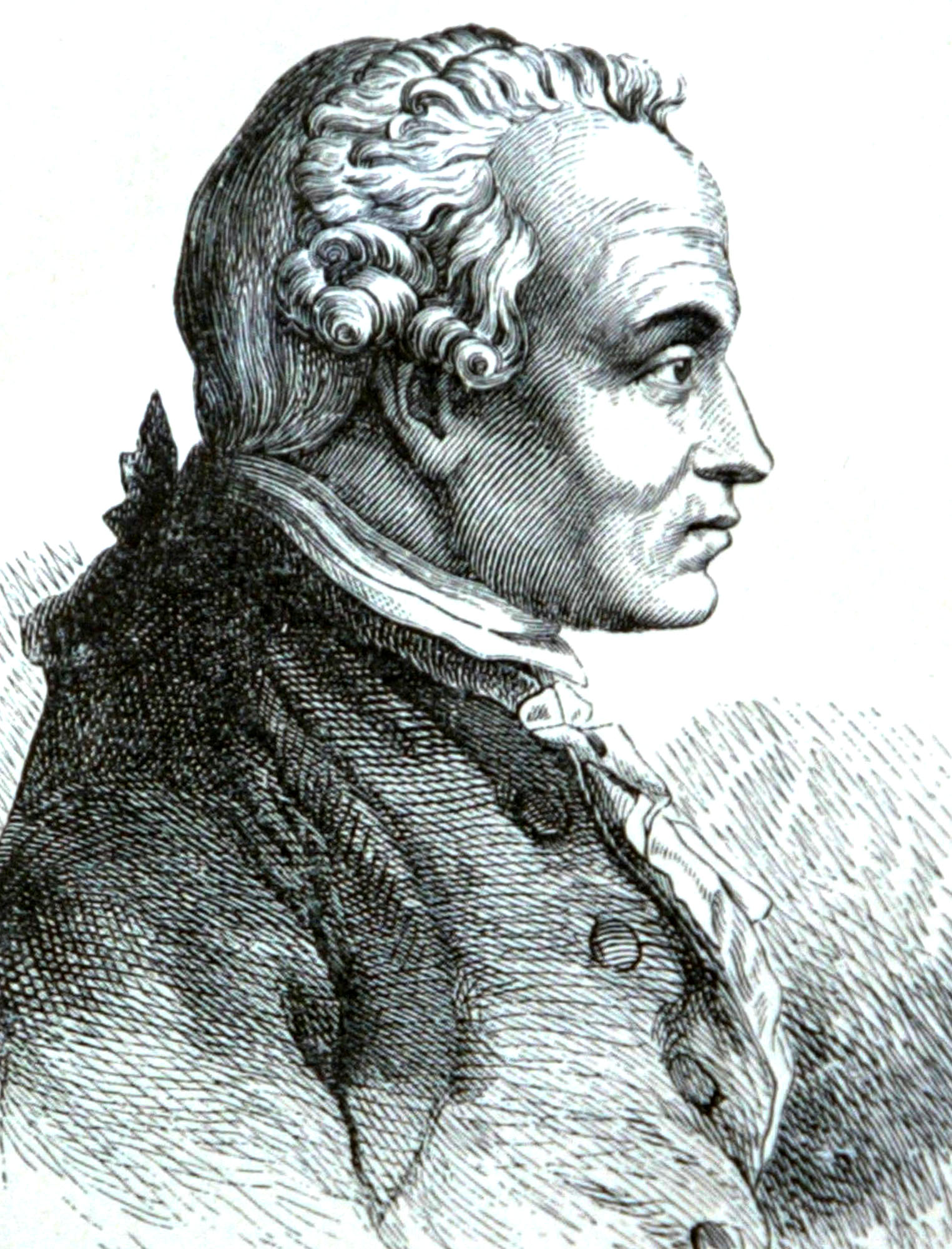
Immanuel Kant

De categorische imperatief is een bekende gedachte uit de filosofie van Immanuel Kant.
In zijn ethiek onderscheidt Kant de categorische imperatief van de hypothetische imperatief. De hypothetische imperatief is het praktische voorschrift dat in de praktijk werkzaam is; met andere woorden: in dit-en-dat geval moet men zus-en-zo handelen. Onder de categorische imperatief verstaat Kant de leidraad van het zedelijk bewustzijn, dat zich zowel van zijn eigen menselijke vrijheid bewust is als van de zedelijke vrijheid van alle andere mensen; daarnaast moet het volgen van deze leidraad los staan van elke voorstelling van een te bereiken praktisch doel (want dat is bij Kant immers de sfeer van de hypothetische imperatief); het is bij Kant immers een zuivere voorstelling en geen praktische. Deze zedenwet komt bij Kant dus niet voort uit het louter zintuiglijke (het materiële) met al zijn wetten (dat is: met alle natuurlijke causale verbanden), noch uit het louter intellectuele, maar uit de ontmoeting van deze twee sferen.
Centraal in Kants ethiek staat dus de zedelijkheid en centraal binnen de zedelijkheid staat de "goede wil". Zelf drukt hij het op de volgende manier uit: "Het is geheel en al onmogelijk om in de wereld en zelfs ook daarbuiten iets te bedenken dat zonder restrictie voor goed gehouden kan worden, behalve dan een goede wil" (→Kant, openingszin Grundlegung zur Metaphysik der Sitten, 1785). Over de categorische imperatief zegt hij dan ook: "(de categorische imperatief) ... betreft niet de materie van de handeling en hetgeen er uit moet volgen, maar de vorm en het principe waaruit zij zelf voorkomt en het wezenlijk goede ervan bestaat in de gezindheid, wat ook het resultaat moge zijn. Deze imperatief kan die van de zedelijkheid genoemd worden." (Grundlegung p. 416)
Hoewel Kant ontkent dat er logisch sprake kan zijn van religie en het Godsbestaan, knoopt hij het bestaan van God wel vast aan de categorische imperatief. Mensen hebben een zedelijk bewustzijn en de mens kan door zijn morele vrijheid de zintuiglijke wereld overstijgen en deelhebben aan een hogere, morele wereld.
De categorische imperatief is op een aantal manieren geformuleerd. Twee ervan zijn dat men alleen moet handelen volgens die maxime waarvan men tegelijkertijd kan willen dat ze een algemene wet wordt. Dit betekent niet dat je moet handelen op de manier waarvan je zou willen dat iedereen zo zou handelen. Het gaat er hier namelijk om of er een logische contradictie ontstaat wanneer jouw handelen geüniversaliseerd wordt. Een andere formulering is dat men zelf of via anderen de mensheid nooit slechts als middel maar tegelijkertijd altijd als doel moet beschouwen. Volgens Kant komen deze twee imperatieven op hetzelfde neer, de uitkomst van beide imperatieven is hetzelfde.
Een voorbeeld van de categorische imperatief en de daarbij betrokken maxime is de volgende (bron: Kants Grundlegung zur Metaphysik der Sitten.):

Iemand ziet zich door nood gedwongen geld te lenen. Hij weet wel dat hij niet zal kunnen terugbetalen, maar realiseert zich ook dat hem niets geleend zal worden zonder zijn vaste belofte het op een bepaalde tijd terug te betalen. Hij heeft zin zo'n belofte te doen. Maar hij is nog zo gewetensvol zich af te vragen: is het niet ongeoorloofd en strijdig met de plicht zich op een dergelijke manier uit de nood te helpen? Stel dat hij er toch toe besloot, dan zou zijn maxime van de handeling als volgt luiden: wanneer ik meen in geldnood te verkeren, dan zal ik geld lenen en beloven het terug te betalen, hoewel ik weet dat dat nooit zal gebeuren. Dit principe van de eigenliefde of van het eigen nut is wellicht goed te verenigen met heel mijn toekomstig welbevinden, maar nu is de vraag of het terecht is. De aanspraak van de eigenliefde verander ik dus in een algemene wet en stel de vraag als volgt: hoe zou het er dan mee staan wanneer mijn maxime een algemene wet werd? Dan zie ik meteen dat zij nooit als een algemene natuurwet zou kunnen gelden en met zichzelf zou kunnen overeenstemmen, maar dat zij zich noodzakelijk zou moeten tegenspreken. Want de algemeenheid van een wet op grond waarvan eenieder die meent in nood te verkeren, kan beloven wat hem invalt met de opzet deze belofte niet te houden, zou het beloven en het doel dat men ermee kan beogen, zelf onmogelijk maken. Niemand zou immers nog geloven dat hem iets beloofd was, maar zou lachen om elke dergelijke uitlating als een loze bewering.

Belangrijk is wel te beseffen dat de categorische imperatief een kenmerk is van het autonome zedelijk bewustzijn en niet van heteronome moraalsystemen. Op plichten die op de een of andere manier van buitenaf opgelegd zijn en waar een absoluut (of categorisch) karakter aan zou kunnen worden toegekend (bijvoorbeeld de tien geboden) is het begrip van de categorische imperatief niet van toepassing.
De categorische imperatief is een duidelijk deontologische gedragsregel, terwijl men Kants hypothetische imperatief zou kunnen beschouwen als een van de begrippen waarmee Kant zijn teleologische ethiek vorm geeft.